# Dodenspoorweg
Dodenspoorweg is de naam van een in de Tweede Wereldoorlog onder Japans gezag door dwangarbeiders aangelegde spoorweg, met name de Birma-Siam-spoorweg, op Sumatra de Pakanbaroe-spoorweg en op Java de door veelal jonge inheemse mannen romoesja's aangelegde Bantenspoorweg. De dwangarbeiders waren krijgsgevangenen, geselecteerde burgers uit de interneringskampen en romoesja's. 

## Doel
Doel van de aanleg van deze spoorlijnen was de snelle aanvoer van troepen, materieel en goederen van de Japanners mogelijk te maken naar het oorlogsfront of voor exploitatie van steenkoolmijnen, vervoer ten behoeve van houtwinning en dergelijke.

## Aanleg
Bij de aanleg vielen vele doden door uitputting door voedingstekorten en ziekten ten gevolge van door muggenbeten overgebrachte virusziekten, zoals dengue, bij voedingstekorten, zoals beriberi, en door het uitbreken van besmettelijke ziekten, zoals cholera. De arbeiders werden gestationeerd in kampen langs de spoorlijn. Zij moesten zware lichamelijke arbeid verrichten onder het oog van bewakers door het tracé met de hand aan te leggen, dat inhield: uithakken van delen van het traject door rotsen, aanleggen van dijklichamen, egaliseren van de ondergrond, leggen van bielzen, leggen van rails, vastzetten van rails. Hierbij werd vaak wisselend een hoog tempo vereist door de Japanners door de arbeiders toe te roepen: Speedo, Speedo!; een te laag tempo door een arbeider werd ter plekke bestraft met lijfstraffen, zoals stokslagen.

## Dwangarbeiders
De dwangarbeiders waren samengesteld uit diverse groepen:
- Krijgsgevangenen: Amerikaanse, Britse, Australische en Nederlandse militairen van land- en zeemacht;
- Burgers, afkomstig uit interneringskampen in Nederlands-Indië, Thailand en Birma;
- Romoesja's, afkomstig uit de inheemse bevolking van Nederlands-Indië, c.q. Java en vormden veruit de grootste groep.

## Samenstelling Nederlandse dwangarbeiders
De dwangarbeiders waren witte Nederlanders (totoks), Indische Nederlanders (Indo's), Molukkers, Surinamers, Antillianen, Indo-Afrikanen.

## Doden
In totaal werkten 250.000 dwangarbeiders aan de Birma-Siam-spoorweg en de Pakanbaroe-spoorweg, en vielen er 100.000 doden, onder wie 2800 Nederlanders. Het grootste deel van de slachtoffers viel onder Thaise en Javaanse romoesja's, waarvan geen exact aantal bekend is. Herdenking van de Nederlandse slachtoffers door veteranen, nabestaanden en familieleden, en vertegenwoordigers van de krijgsmacht, de gemeente Arnhem en herdenkingsorganisaties, vindt jaarlijks plaats op landgoed Bronbeek in Arnhem bij het Monument Birma-Siam en Pakan Baroe Spoorwegen (voorheen: Drie-Pagodenmonument). De organisatie van de herdenking is in handen van de Stichting Herdenking Birma-Siam Spoorweg en Pakan Baroe Spoorweg (SHBSS).

Onder de inheemse arbeiders aan de Bantenspoorweg vielen 15.000-60.000 slachtoffers. Doordat het hier 'contractarbeiders' betrof en deze na de contractperiode veelal ziek en uitgemergeld huiswaarts gingen, is geen duidelijk aantal bekend.